# Rosemary Sutcliff
Rosemary Sutcliff (East Clandon, 14 de diciembre de 1920-Walberton, 23 de julio de 1992) fue una escritora británica conocida por sus obras de literatura juvenil, principalmente novelas históricas.
Nacida en una pequeña población al sureste de Inglaterra, era hija de un oficial de la Armada británica sujeto a continuos cambios de destino que obligaron a la familia a vivir en diferentes lugares. Sufrió desde una temprana edad artritis juvenil idiopática, enfermedad que le hizo pasar una infancia y adolescencia solitarias.
Aunque sus estudios la enfocaron hacia una prometedora carrera como pintora de miniaturas, con poco más de veinte años se inició en la actividad literaria y comenzó a escribir algunas novelas para disfrute personal. Un conocido suyo envió uno de sus manuscritos a una editorial y consiguió que se interesasen por ella iniciando así su larga trayectoria literaria profesional.
Sus libros fueron mayoritariamente novelas históricas dirigidas al público juvenil, aunque su temática y estilo han hecho que sean apreciados por lectores de todas las edades. Las tramas de sus novelas se desarrollan principalmente en las islas británicas y de manera destacada, durante el periodo romano de las mismas. En esta época se enmarca su obra más conocida, El águila de la novena legión, basada en las leyendas sobre esta unidad militar romana. Dicha obra fue llevada al cine en 2011, con el título The Eagle; la película se estrenó en España y Argentina como «La legión del águila», mientras que en México lo fue como «El águila de la legión perdida».
Sutcliff publicó más de cincuenta obras a lo largo de su vida, de las cuales solo una pequeña parte ha sido traducida al español. Aparte de novelas históricas, también escribió algunas versiones actualizadas de conocidas leyendas clásicas, así como ensayos y cuentos ilustrados.
Varios de sus libros fueron reconocidos con premios relevantes, entre los que destaca la medalla Carnegie, con la que fue galardonada la novela The Lantern Bearers (publicada en español con los títulos Los guardianes de la luz y Aquila, el último romano). A título personal, fue reconocida en su país con el nombramiento de la Orden del Imperio Británico por sus aportaciones en el campo de la literatura juvenil.

## Biografía

### Primeros años

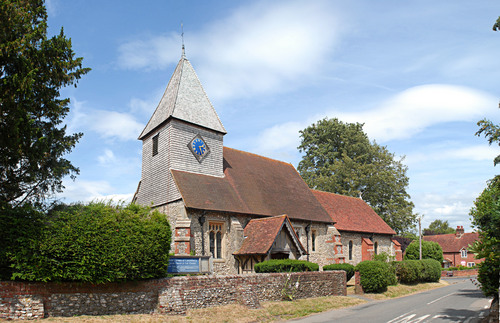
Iglesia de la pequeña localidad de East Clandon, lugar de nacimiento de Rosemary Sutcliff.

Rosemary Sutcliff nació el 14 de diciembre de 1920. Vino al mundo en la pequeña localidad de East Clandon dentro del condado de Surrey al este de Inglaterra. Ya en edad adulta afirmaría que no le agradaba mucho la circunstancia de haber nacido en esta región y que se sentía más ligada al área oeste del país.
Fue hija única. Su padre, George Ernest Sutcliff, era un oficial de la Armada británica a pesar de proceder de una familia sin tradición militar. Su madre, Elizabeth Sutcliff —nacida Lawton— había permanecido en el Reino Unido mientras que su familia emigró a la India para trabajar en la construcción de ferrocarriles.
La profesión de su padre estaba sujeta a continuos cambios de destino que obligaron a la familia a mudar de residencia en varias ocasiones para vivir junto a diferentes bases navales británicas. El lugar donde Sutcliff pasó más tiempo durante este periodo de su vida fue en la isla de Malta. Finalmente, tras este periplo, la familia pudo recalar de una manera más permanente en el norte de Devon. Esta circunstancia de no poder permanecer mucho tiempo en el mismo lugar dificultó la escolarización de Rosemary, quien inicialmente fue educada en casa y no aprendió a leer hasta después de los nueve años.
A su madre le encantaban las novelas históricas así como las leyendas nórdicas, celtas y sajonas, lo que hizo que habitualmente leyese a su hija libros con esta temática. Esto no fue óbice para que también le inculcase una férrea disciplina y que Rosemary desarrollase una relación difícil con su progenitora. Con todo, ya mayor, reconoció haberse sentido muy querida por su padres y haberlos apreciado sinceramente a pesar de no poder hablar con ellos de una buena parte de sus problemas y sentimientos personales.

### Educación e inicio de su etapa profesional

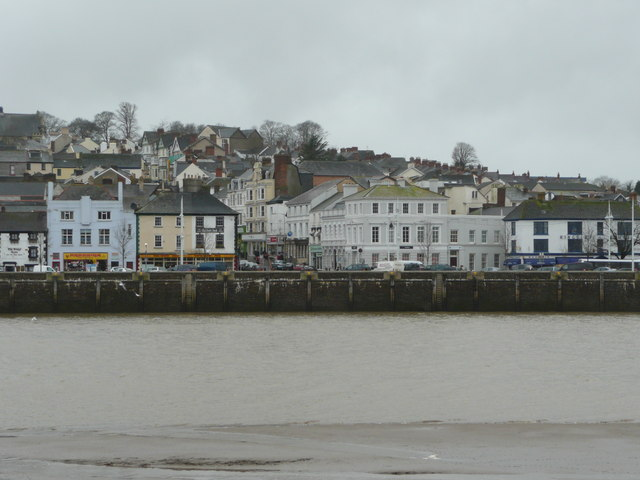
Panorama de Bideford, ciudad donde Rosemary Sutcliff estudió en su escuela de arte.

Inició su educación infantil reglada más tarde de lo habitual. Con nueve años ingresó en la escuela femenina de Chatham, localidad portuaria donde había sido trasladado su padre. Cuando entró en la escuela no sabía leer todavía y quedó al cargo de una amable profesora de avanzada edad llamada Amelia Beck. A pesar de su corto periodo de escolaridad, consiguió finalizar la educación obligatoria en 1934 con catorce años y de una manera meritoria. Posteriormente ingresó en la escuela de arte de la ciudad portuaria de Bideford en la que estudió tres años y donde le recomendaron especializarse en la pintura de miniaturas. Con dieciocho años vivió el estallido de la II Guerra Mundial, durante la que su padre sirvió como comandante de convoyes de transporte. Poco después de su inicio —en 1940— realizó su primera exposición en la Royal Academy y una vez finalizada la contienda fue elegida miembro de la Royal Society of Miniature Painters.

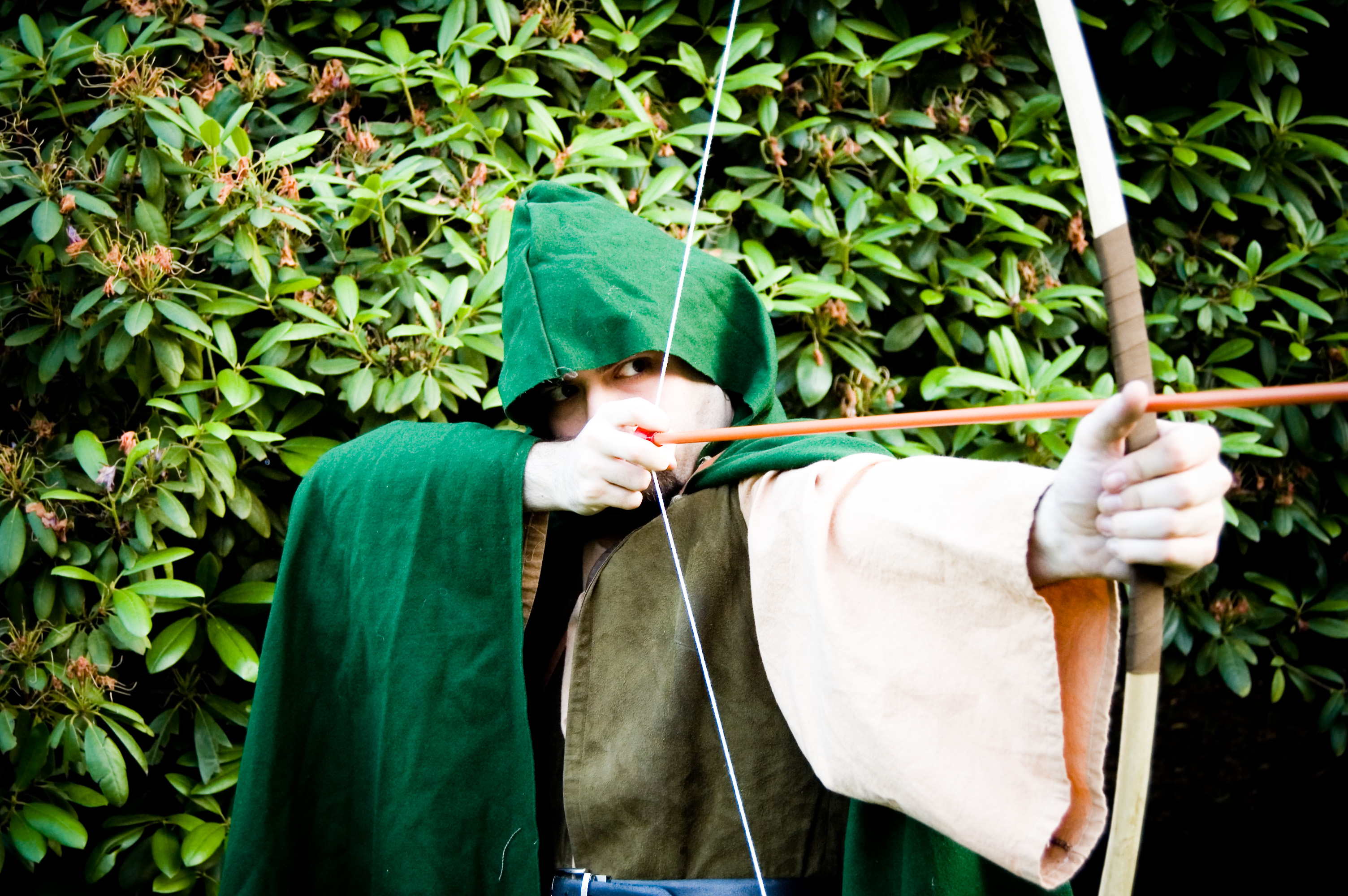
El primer libro publicado de Rosemary Sutcliff fue una versión de la leyenda de Robin Hood.

Fue durante la contienda —en el ecuador de la misma— cuando Rosemary se inició en la escritura de libros algo cansada de la pintura de miniaturas. Su primera obra —Wild Sunrise— versó sobre un líder britano durante la invasión romana de Britania. El texto, perdido en la actualidad, no fue de su agrado porque consideró que había quedado muy mal escrito. A este trabajo inicial siguió una novela ambientada en el siglo XIX así como una recopilación de leyendas celtas y sajonas. Estos primeros escritos los realizó para sí misma, sin buscar su publicación. Envió copias a un amigo para recabar su opinión y este —un coronel del ejército— se las entregó, sin decirle nada a ella, a un conocido cuya esposa trabajaba en Oxford University Press. Así, para sorpresa de Rosemary, un día recibió una carta de esta editorial informándole que rechazaban su publicación pero le pedían que escribiese una versión para niños de la historia de Robin Hood la cual, con el título de The Chronicles of Robin Hood, consiguió en 1950 ser su primer libro publicado.
Mientras escribía esta obra, trabajó a la vez en una historia sobre la reina Isabel que también fue del agrado de los editores y consiguió ser publicada igualmente. Sutcliff todavía no había desarrollado su particular estilo y ambas publicaciones pasaron relativamente desapercibidas en su momento. Lo mismo sucedió con los dos libros que publicó en los años siguientes —1951 y 1952—. No fue hasta 1953 en que su obra Simon, ambientada en la Guerra Civil Inglesa, consiguió tener una buena acogida por parte de la crítica. En el año siguiente apareció el que sería su trabajo más conocido: The Eagle of the Ninth (El águila de la novena legión), libro sobre la búsqueda de una legión romana desaparecida al norte del muro de Adriano con una trama basada en la amistad y las lealtades en conflicto. Esta obra fue la que le lanzó a la fama y la primera de una serie ambientada en la Britania romana de la que un título posterior, The Lantern Bearers, consiguió ganar en 1959 la medalla Carnegie.

### Vida adulta
Poco después del final de la guerra conoció a un antiguo oficial de la RAF llamado Ruphert que estaba afectado por la fatiga de combate y con quien mantuvo una relación de dos años. Esta persona estaba casada y Sutcliff finalizó la relación al descubrir que aquel había iniciado un romance con otra mujer con la que finalmente contrajo matrimonio tras divorciarse de su primera esposa. Con todo, durante los años 1970 cuando Rosemary Sutcliff ya era una reconocida escritora, volvió a encontrarse con él. En una entrevista a la BBC afirmó que su propia familia no estaba a favor de que contrajese matrimonio y que ni ella ni su posible prometido se vieron con capacidad para hacer frente a este rechazo.
Su madre falleció en la década de 1960, tras lo que Rosemary y su padre se trasladaron para vivir en la campiña cerca de Sussex, en un área donde también se encontraba Bateman’s, la casa de campo donde Rudyard Kipling vivió gran parte de su vida. Permaneció en ese lugar durante varios años, hasta que, tras la muerte de su progenitor a principios de los años 1980, recaló finalmente en la pequeña localidad de Walberton, cerca de Arundel. En esta, su última residencia, vivió acompañada de un ama de llaves y dos perros chihuahuas. En ella recibió visitas de familiares y amigos, así como de grupos de niños de la escuela local con los que le gustaba conversar. Igualmente, se implicó en la vida de este pequeño pueblo y fue ayudada por sus vecinos cuando lo necesitó. Con motivo de la muerte de uno de sus perros, Sutcliff reveló una cierta creencia en la reencarnación, ya que se negó a tener otro hasta pasados unos años con la esperanza de que el nuevo can fuese una reencarnación del fallecido. En este sentido, se le atribuyen declaraciones afirmando que una de las causas por la que algunos autores se sentían especialmente atraídos por una determinada época histórica era que habían vivido otra vida anterior en ella y por eso les resultaba familiar.
Falleció repentinamente el 23 de julio de 1992. En esos días estaba terminando su obra Sword Song; de hecho, estuvo trabajando en el libro la misma mañana del día de su muerte.

## Enfermedad
A Rosemary Sutcliff le fue diagnosticada artritis juvenil idiopática a la edad de dos años. Esta afección provocó que quedase impedida de por vida y le obligó a tener que usar silla de ruedas. Además tuvo que soportar un buen número de intervenciones quirúrgicas y largas estancias en diferentes hospitales. Aparte de lo anterior, un efecto secundario de su enfermedad fueron las alucinaciones que sufrió debido al arsénico contenido en alguno de los medicamentos que le suministraron.
Durante una de sus convalecencias, siendo niña, encontró en la biblioteca del hospital el libro Emily of New Moon (Emily la de Luna Nueva) de la autora canadiense Lucy Maud Montgomery. Esta obra, que trataba sobre una niña huérfana que lucha por convertirse en escritora, fue recordada posteriormente por Rosemary como una de sus más importantes lecturas.
Ya en edad adulta afirmó que, a pesar de que la profesión de escritora se podía desarrollar bien siendo impedida, su temática de novela histórica le obligaba a un trabajo previo de documentación en bibliotecas y archivos con difícil acceso a personas en silla de ruedas. Esta dificultad de movimiento de Rosemary tuvo, sin embargo, como consecuencia el desarrollo de un gran sentido de la observación. La autora reconoció que los padecimientos causados por su enfermedad fueron inspiración de varias de sus obras. En este sentido, se ha considerado que el elemento de conseguir salir adelante y triunfar venciendo al sufrimiento y las heridas fue central en el desarrollo de algunos personajes.
Su enfermedad la condujo a pasar una infancia y juventud solitarias durante las que la única compañía con la que contó fue la de sus padres. Rosemary consideraba que estos, además, fueron unas personas encerradas en sí mismas que no comprendieron que una persona en su infancia y adolescencia necesita a otras personas de su misma edad y no permitieron que su hija trajese a casa a los pocos amigos que tenía.
Esta infancia en una soledad marcada por la enfermedad y la deficiente escolarización durante los primeros años han sido considerados por el autor Alan Garner como elementos comunes en varios escritores de novela juvenil. Con todo, a pesar de que su incapacidad fue en aumento con los años, Sutcliff consiguió hacer viajes al extranjero, en especial a Grecia, lugar que era muy querido para ella y en cuyo periodo clásico ambientó alguna de sus novelas.

## Producción literaria

### Método de trabajo

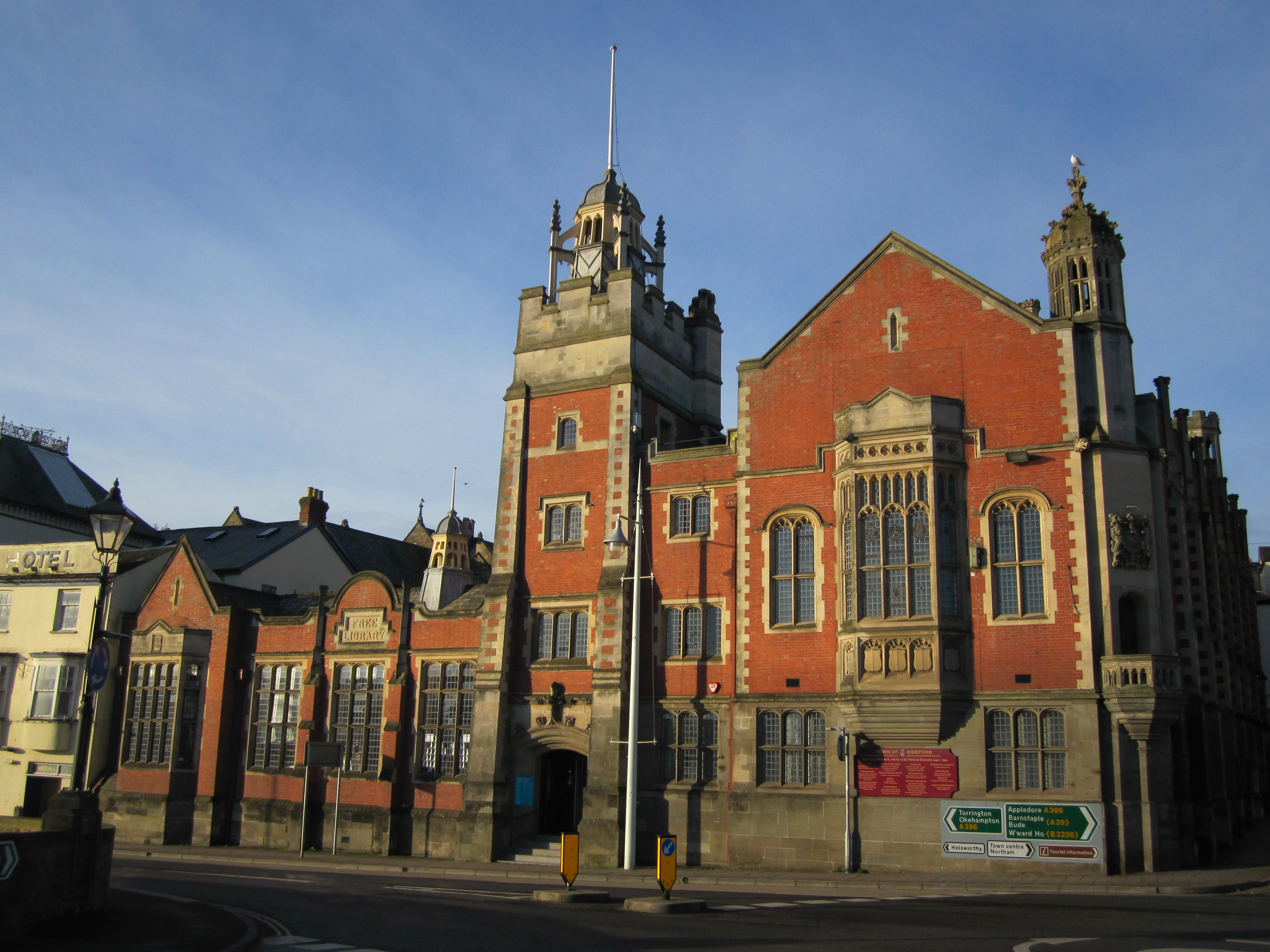
Biblioteca de Bideford. Sutcliff solía visitar bibliotecas para documentarse bien sobre la época histórica de sus novelas así como los personajes reales que aparecían en las mismas.

Rosemary Sutcliff escribía constantemente —una media de 1800 palabras diarias— por lo que solía trabajar desde media mañana hasta el anochecer. Redactaba sus borradores manualmente para lo que se valía de bolígrafos especiales con cuerpo grueso y blando que se adaptasen bien a su mano artrítica. Escribía utilizando una letra pequeña y bien legible. No buscaba una extensión determinada de sus libros. Para ella, cada historia necesitaba su propio tiempo para desarrollarse y llegar a su conclusión.
Ella misma afirmaba que para crear sus historias no partía de una trama preconcebida, sino meramente de una idea particular que le venía a la cabeza. Sobre esta idea desarrollaba un tema que enmarcaba en una escena inicial y un acontecimiento final entre los que se pasaba por sucesos intermedios. También se inspiraba en personajes históricos a los que admiraba o en conocidos arquetipos de héroe que proporcionan las mitologías griega, romana o celta.
La primera fase de su trabajo consistía en una estudio previo que solía hacer consultando enciclopedias y buscando bibliografía. Posteriormente visitaba bibliotecas y archivos para leer obras con las que profundizar en la historia y vida cotidiana de la época donde ambientaba su obra. Su gran sentido del detalle le posibilitó dar un gran realismo a las descripciones que aparecen en sus libros. A estos detalles dedicaba mucha atención y procuraba que fueran lo más fieles posible, lo que le hacía ponerse en contacto con personas expertas en diversos campos para ilustrarse lo necesario.

### Estilo literario

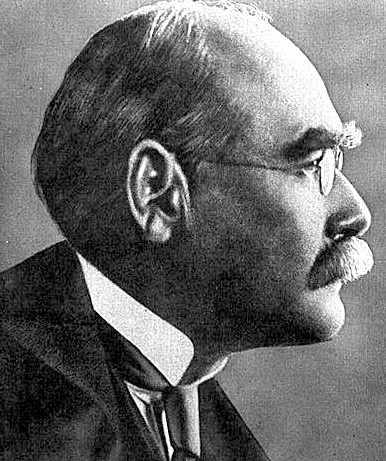
Rudyard Kipling. Las obras de este escritor británico ejercieron una importante influencia en Rosemary Sutcliff.

Una de las características de su estilo fue el concepto que tenía de que a sus lectores jóvenes se les tenía que hablar de manera clara y directa, no como si el autor fuese un padre o un maestro. Por este motivo sus libros, aunque son considerados como literatura juvenil, han sido apreciados por lectores de todas las edades. En este sentido, era habitual su afirmación de que escribía libros para niños entre nueve y noventa años de edad.
Por lo general escribía en tercera persona con alguna excepción como su obra Sword at Sunset, en la que utiliza la primera. La mayoría de sus historias están relatadas desde el punto de vista de los personajes masculinos y Rosemary llegó a afirmar que le resultaba difícil describir las cosas desde la perspectiva femenina.
El estilo de Rosemary Sutcliff se dirige más a contar la historia que a describirla y ella se definía a sí misma como una especie de «juglar». Al mismo tiempo, su narrativa siempre ha manifestado una gran habilidad para la recreación de momentos en los que suceden cambios dramáticos y desafiantes.
Las obras del Nobel británico Rudyard Kipling ejercieron en su estilo una notable influencia, en especial El libro de la selva, Kim y Los cuentos de así fue. De hecho, Rosemary publicó en 1960 un ensayo sobre este autor con el título Rudyard Kipling – A Monograph.

### Temática de sus obras

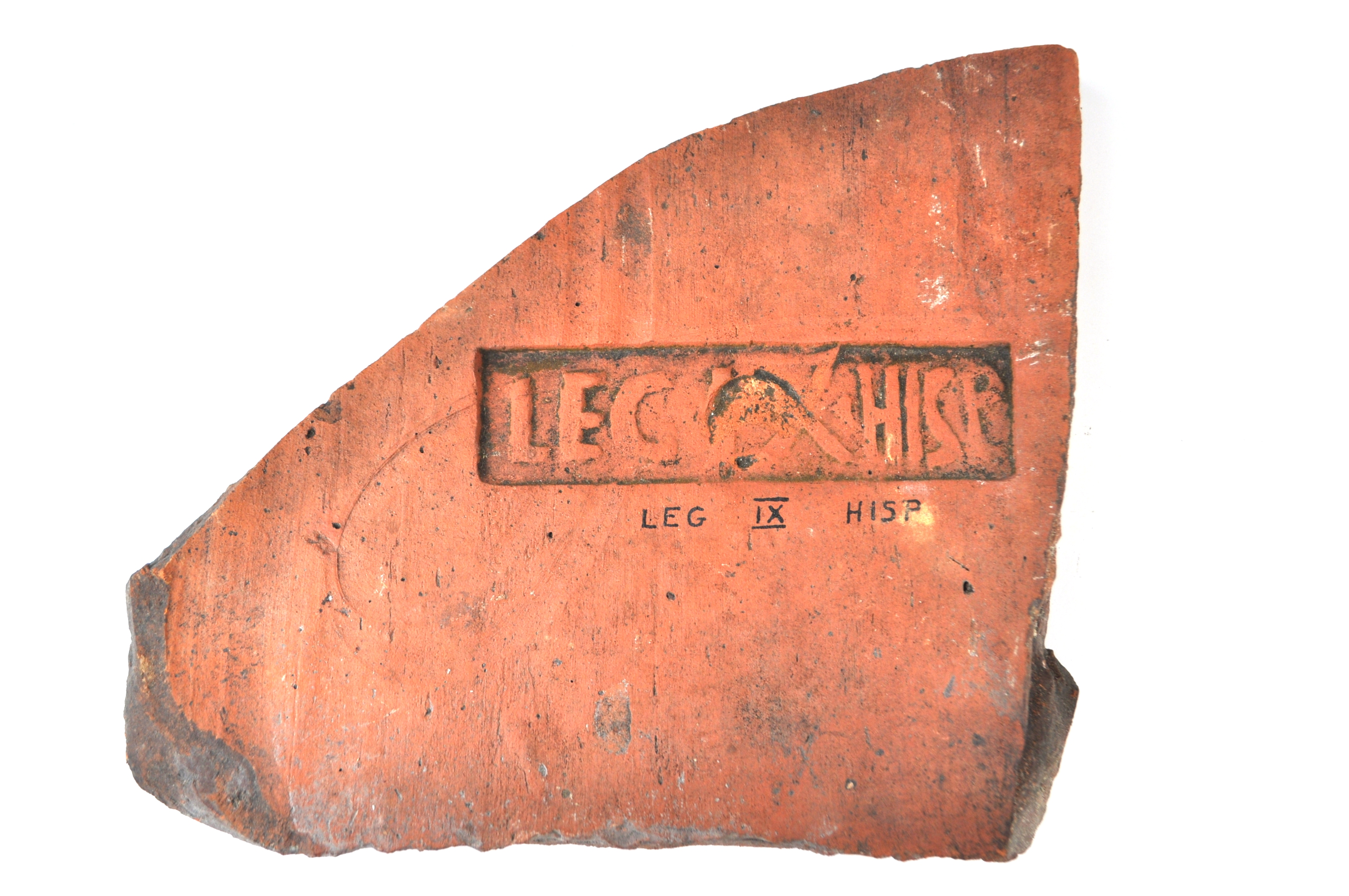
Sello de la Legio IX Hispana encontrado en Caerleon, (Inglaterra). La época romana de Gran Bretaña fue la favorita de Rosemary Sutcliff para ambientar sus novelas.

Sus obras fueron mayoritariamente novela histórica y en menor medida ensayos, además de una autobiografía. La época sobre la que a Sutcliff más le gustaba escribir era la de Britania durante el Imperio romano. También el periodo posterior tras la retirada romana de la isla y las invasiones sajonas fue el trasfondo en el que se desarrollaron varias de sus novelas. No le gustaba escribir obras ambientadas en la Edad Media ya que, a pesar de que le interesaba bastante, consideraba que esta época histórica había estado demasiado impregnada por la religión y que esta afectaba demasiado a todos los aspectos de la vida.
En el citado periodo posromano de Gran Bretaña también se puede enmarcar la búsqueda del Arturo histórico, tema que le apasionaba y que fue la base para varios de sus libros. También reescribió varias leyendas conocidas, tales como Beowulf, para hacerlas más accesibles a los lectores de menor edad.
Los personajes de muchos de sus libros fueron personas jóvenes, mayoritariamente masculinos, de los que su lealtad, amistad y camaradería forman una parte importante del relato. En buena parte de sus obras sus protagonistas se ven obligados a elegir entre diferentes caminos y lealtades así como con la necesidad de conciliar unas ideas y valores sostenidos en el pasado con una situación real a la que se enfrentan en el presente. Igualmente, es habitual la fina exposición que la autora hace de las diferentes y particulares visiones que tienen estos personajes sobre el bien y el mal. Otro tema recurrente en un buen número de sus novelas fue la relación de las personas con los animales, particularmente caballos y perros. También es normal la aparición de amuletos u objetos con algún significado especial —preferentemente con motivos de plantas, pájaros o animales míticos— que suelen ser un elemento de conexión entre diferentes historias a través del tiempo.

## Reconocimientos
Rosemary Sutcliff recibió varios reconocimientos en vida y a título póstumo. Quizá los más importantes fueron sus nombramientos como oficial de la Orden del Imperio Británico en 1975 y comandante de la misma orden en 1992, el año de su muerte. También algunos de sus libros fueron seleccionados en varios premios de literatura juvenil, tanto incluidos entre los finalistas para su obtención como galardonados con el mismo. En orden cronológico, sus reconocimientos fueron los siguientes:
| Año  | Reconocimiento |
| ---- | --- |
| 1946 | Es nombrada miembro de la Royal Society of Miniature Painters, Sculptors and Gravers.                                               |
| 1954 | Su obra The Eagle of the Ninth (El águila de la novena legión) fue seleccionada como candidata a la medalla Carnegie (Reino Unido). |
| 1956 | Su obra The Sield Ring fue seleccionada como candidata a la medalla Carnegie (Reino Unido).                                         |
| 1957 | Su obra Silver Branch fue seleccionada como candidata a la medalla Carnegie (Reino Unido).                                          |
| 1959 | Su obra The Lantern Bearers fue galardonada con la medalla Carnegie (Reino Unido).                                                  |
| 1971 | Su obra Tristan and Iseult fue seleccionada como candidata a la medalla Carnegie (Reino Unido).                                     |
| 1971 | Su obra The Chronicles of Robin Hood fue galardonada con el premio Zilveren Griffel (Países Bajjos).                                |
| 1972 | Su obra Tristan and Iseult fue galardonada con el premio Boston Globe–Horn Book (Estados Unidos).                                   |
| 1974 | Finalista como autora en los premios Hans Christian Andersen.                                                                       |
| 1975 | Es nombrada Oficial de la Orden del Imperio Británico.                                                                              |
| 1978 | Su obra Song for a Dark Queen fue galardonada con el premio The Other Award (Reino Unido).                                          |
| 1982 | Es nombrada miembro de la Royal Society of Literature.                                                                              |
| 1985 | Su obra The Mark of The Horse Lord fue galardonada con el premio The Phoenix Children's Book Award (Estados Unidos).                |
| 1992 | Es nombrada Comandante de la Orden del Imperio Británico.                                                                           |
| 2008 | Es seleccionada por el diario The Times entre los 50 mejores escritores británicos tras la II Guerra Mundial (en el puesto nº 49).  |
| 2010 | Su obra The Shining Company fue galardonada con el premio The Phoenix Children's Book Award (Estados Unidos).                       |

## Obra literaria

### Novelas

#### Serie «El águila»
Tras el éxito de The Eagle of the Ninth, Sutcliff escribió varias novelas más con el común denominador de que sus protagonistas son descendientes de Marco Flavio Aquila, figura principal de la primera. Estas obras están ambientadas en momentos posteriores y el horizonte temporal de la serie llega hasta la definitiva fusión de la previa población romano-britana con los nuevos habitantes anglosajones. En ocasiones se le define como una trilogía formada por The Eagle of the Ninth, The Silver Branch y The Lantern Bearers aunque también se pueden incluir en esta serie otros libros más. Ordenadas por el momento en el que tiene lugar la trama, estas obras son las siguientes:
| Año  | Título original        | Título de la traducción en español                                                 | Resumen |
| ---- | ---------------------- | ---------------------------------------------------------------------------------- | --- |
| 1954 | The Eagle of the Ninth | El águila de la novena legión                                                      | Narra las aventuras de Marco Flavio Aquila, comandante de una cohorte legionaria en Britania quien tras ser herido se retira a casa de un familiar. Durante su convalecencia recibe información sobre el posible paradero del estandarte de la novena legión que desapareció al norte del muro de Adriano mientras era comandada por su padre. Junto a Esca —un esclavo manumitido— decide partir al norte para buscarla y rehabilitar la memoria de su padre. |
| 1980 | Frontier Wolf          | Los lobos de la frontera                                                           | Las aventuras de Alexios Flavio Aquila quien, tras un incidente en la frontera germana, es degradado a la Britania de mediados del siglo IV para comandar un destacamento entre el muro de Adriano y el ya desaparecido muro de Antonino. Las tropas a su mando son rudos soldados medio salvajes conocidos como «los lobos de la frontera». Alexios deberá hacerse un sitio entre ellos así como conseguir nuevos amigos y aliados.                           |
| 1957 | The Silver Branch      | El usurpador del Imperio                                                           | Durante la última etapa romana de Britania, Carausio, un autoproclamado emperador, lucha contra las primeras invasiones sajonas y por mantener lo que queda de la civilización romana en la isla. Carausio es asesinado tras una conspiración y dos seguidores suyos, Justino y Flavio, parten al exilio para ser destinados a un lejano puesto fronterizo donde organizan un grupo de resistencia.                                                            |
| 1959 | The Lantern Bearers    | Los guardianes de la luz (también editado con el título:) Aquila, el último romano | Siglo V, cien años después de la historia relatada en The Silver Branch. Las legiones abandonan definitivamente Britania y Aquila, un jefe de la caballería, deserta para quedarse en la isla. Su hogar es destruido por los sajones y él esclavizado. Consigue escapar y se une a Ambrosio, un líder que aglutina la resistencia britana contra la invasión sajona.                                                                                           |
| 1961 | Dawn Wind              | (sin edición en español)                                                           | Owain, de catorce años y descendiente de una familia romano-britana es el único superviviente de un ataque vikingo. Tras huir, encuentra refugio en un asentamiento sajón donde después de años de vivencias junto a ellos experimenta comprensión, amistad e incluso lealtad hacia los que, en el pasado, fueron enemigos de su familia. |

#### Serie sobre el rey Arturo
La leyenda artúrica fue un tema que apasionó a Rosemary Sutcliff desde niña. Sin llegar a leer ninguna obra que presentase a Arturo como un líder de los años oscuros posromanos en Britania, llegó a la conclusión de que detrás de esta leyenda se encontraba la historia de una persona real que ella reconstruyó sobre la base de sus conocimientos sobre esos momentos de la historia de Britania. El primer libro sobre esta temática fue Sword at Sunset, considerado por algunos como una de sus mejores novelas. Continuó con esta materia artúrica con tres trabajos posteriores en los que, en lugar del aspecto histórico, se centró en el lado legendario.
| Año  | Título original             | Título de la traducción en español                 | Resumen |
| ---- | --------------------------- | -------------------------------------------------- | --- |
| 1963 | Sword at Sunset             | Una espada al atardecer                            | Esta es una obra que suele ser calificada dentro de las obras para adultos debido a la descripción que se hace en ella de las peleas y batallas. La acción se inicia poco después de terminar la narrada en The Lantern Bearers. El protagonista es Artos quién aglutina a un grupo de combatientes de caballería romanos y britanos con el fin de luchar contra los invasores sajones y sus aliados en el interior de la isla. Para ello desarrolla una raza de caballos más altos y fuertes que los que usaban anteriormente los britanos. |
| 1979 | The Light Beyond the Forest | Merlín, Arturo y los caballeros de la mesa redonda | En esta obra Sutcliff se aparta del Arturo histórico y lleva al lector a un mundo legendario donde se desarrolla la búsqueda del Santo Grial. Narra su búsqueda por el rey Arturo y sus caballeros: Sir Lancelot, Sir Galahad, Sir Bors y Sir Percival. También aparece en la historia la reina Ginebra y su relación con Lancelot. |
| 1979 | The Sword and the Circle    | (sin edición en español)                           | Este libro es una continuación de The Light Beyond the Forest. Sutcliff se vuelve a sumergir en un mundo legendario donde el honor vale más que la vida. Presenta a las vivencias y aventuras de los caballeros de la mesa redonda así como a damiselas en apuros y hechiceras sutiles. |
| 1981 | The Road to Camlann         | (sin edición en español)                           | Este es la obra final de la serie y en ella Sutcliff relata el final de la leyenda. Mordred, el hijo ilegítimo de Arturo intriga contra su padre desatando los acontecimientos que conducen a la última batalla de los caballeros de la mesa redonda en Camlann, donde tanto Arturo como Mordred encuentran la muerte. |

#### Adaptación de leyendas clásicas
Sutcliff dedicó varias de sus obras a reescribir leyendas clásicas, tanto celtas y nórdicas como griegas. De hecho, su primer libro publicado fue una adaptación de la leyenda de Robin Hood. En sus adaptaciones intentó actualizar el lenguaje y adaptarlo a un público juvenil a la vez que pulía, en la medida de lo posible, los elementos más fantásticos para dar un enfoque más realista a las historias.
| Año  | Título original                 | Título de la traducción en español                                                 | Resumen |
| ---- | ------------------------------- | ---------------------------------------------------------------------------------- | --- |
| 1950 | The Chronicles of Robin Hood    | Robin Hood                                                                         | El libro versa sobre las aventuras de Robert de Locksley y su conversión en Robin Hood. Es una reinterpretación de esta conocida leyenda inglesa pero escrita en un estilo muy realista sin caer en una excesiva glorificación del personaje que lo haría menos real. Se compone de varias historias: la formación del grupo de proscritos que aglutina Robin y varias de sus aventuras; la lucha por conseguir el amor de Marian; el encuentro con el noble Sir Richard quien les ayuda y acaba uniéndose a ellos; la amnistía que reciben del rey Ricardo Corazón de León y la posterior lucha contra su sucesor Juan; la lucha contra Guy de Gisborne y finalmente la muerte de Robin. |
| 1961 | Dragon Slayer. Story of Beowulf | (sin edición en español)                                                           | La leyenda anglosajona de Beowulf es reescrita por Sutcliff. Narra las aventuras de Beowulf junto a un grupo de guerreros para ayudar al rey danés Hroðgar en el siglo VI. El guerrero tiene que luchar contra varios monstruos: Grendel el jotun, la madre de este y finalmente, con la ayuda de su sobrino Wiglaf consigue derrotar a un dragón. |
| 1963 | The Hound of Ulster             | (sin edición en español)                                                           | En esta obra, la autora reescribe la leyenda de Cúchulainn, un héroe mitológico de los celtas quien es más que un hombre y menos que un dios. Fue una obra que no recibió buenas críticas. El joven Cúchulainn busca convertirse en un gran guerrero, que sus hombres le sigan hasta el fin del mundo y que sus enemigos se estremezcan ante su llegada. |
| 1967 | The High Deeds of Finn MacCool  | (sin edición en español)                                                           | Una versión personal de la escritora sobre la leyenda celta del Finn McCool a la que Sutcliff quita una buena parte de los elementos fantásticos. La madre de Finn huye con su bebé tras la muerte en batalla de su marido, el líder de los guerreros Fianna. Finn crece oculto mientras aprende a ser un buen luchador y líder. Cuando es mayor, regresa para reclamar al rey el lugar que ocupó su padre como jefe de los Fianna. El rey lo pone a prueba encargándole una misión peligrosa. |
| 1971 | Tristan and Iseult              | (sin edición en español)                                                           | En esta obra, Sutcliff reconstruye la leyenda de Tristán e Isolda alterada en algunos aspectos que la autora consideraba demasiado artificiales a la vez que eliminó detalles sin importancia. La trama se basa en el triángulo amoroso entre Isolda, su marido el rey Marc de Cornualles y el guerrero Tristán dentro de un marco repleto de aventuras y adversidades. |
| 1993 | Black Ships before Troy         | Naves negras ante Troya                                                            | En este libro la autora reescribe la leyenda de Iliada centrándose en las figuras de Aquiles y Héctor y rehaciendo varios momentos significativos de la obra. Dota a los bandos enfrentados de un comportamiento noble sin evitar el detalle de los aspectos más negativos de la guerra. |
| 1995 | The Wanderings of Odysseus      | Las aventuras de Ulises. (también editado con el título:) La historia de La Odisea | Aquí Sutcliff reescribe también la continuación de la Iliada, la Odisea. Mediante la utilización de un lenguaje formal pero comprensible al público juvenil, desarrolla algunos de los episodios más reducidos de la obra y pule el papel de Telémaco centrándolo en sus elementos esenciales. |

#### Otras obras ambientadas en las islas británicas
La gran mayoría de las novelas históricas de Rosemary Sutcliff están ambientadas en las islas británicas, principalmente en Gran Bretaña y en menor medida en Irlanda. Sus tramas se desarrollan en varios periodos históricos entre los que sobresalen la prehistoria y la época romana.

##### Prehistoria
Sutcliff escribió cinco novelas ambientadas en el periodo prehistórico de las islas. Son obras en las que elementos de las antiguas religiones y las supersticiones ocupan un lugar importante. Igualmente, como en muchos de sus libros, los protagonistas tienen que enfrentar adversidades y conseguir sobreponerse a ellas.
| Año  | Título original       | Título de la traducción en español | Resumen |
| ---- | --------------------- | ---------------------------------- | --- |
| 1957 | Warrior Scarlet       | (sin edición en español)           | La historia de Drem, un muchacho que nació con el brazo derecho inutilizado. El protagonista tiene que ganarse su lugar como cazador en su tribu y el respeto de sus miembros. Para ello debe ser capaz de cazar por sí mismo a un lobo. |
| 1967 | The Chief's Daughter  | (sin edición en español)           | Una tribu irlandesa captura a un niño durante un ataque de saqueo que finalmente fracasa. El niño permanece prisionero de la tribu durante un tiempo y Nessan, la hija del jefe, acaba haciéndose amiga de él. Cuando la tribu decide ofrecer al joven cautivo como sacrificio para su diosa «la Madre Negra», Nessan lo libera a pesar del riesgo de ser ella quien finalmente tenga que morir en el altar. |
| 1977 | Sun Horse, Moon Horse | (sin edición en español)           | La autora se inspiró para esta obra en el Caballo Blanco de Uffington y en ella desarrolla una historia sobre su origen. El protagonista es Lubrin Dhu, hijo de un jefe tribal y un apasionado de la pintura. Tras la conquista de su poblado por invasores llegados del sur, acuerda con su líder hacer la obra del caballo a cambio de que deje a su tribu irse libre a otro lugar.                        |
| 1977 | Shifting Sands        | (sin edición en español)           | En la prehistórica Gran Bretaña, una niña llamada Blue Feather es prometida con apenas doce años como esposa del jefe de la tribu a quien sus miembros consideran una persona sagrada pero cruel. |
| 1974 | The Changeling        | (sin edición en español)           | La mujer del jefe en la tribu de los Epidii acaba de tener un niño. Es el séptimo que nace en la casa del líder. El «pequeño pueblo negro» no vive lejos y sus miembros tienen la costumbre de sacrificar niños a sus dioses. Para ello, a veces roban a los Epidii algún niño que haya sido el séptimo en nacer dentro de una casa y dejan en su lugar a uno de los suyos.                                  |

##### Periodo romano
El periodo romano fue para Sutcliff la principal época donde ambientar sus novelas y en la que se sentía más cómoda escribiendo. Aparte de los cinco libros englobados en la serie denominada «El Águila», escribió otras siete obras cuyas historias suceden dentro de esos siglos. Sus protagonistas son tanto romanos como britanos indígenas.
| Año  | Título original            | Título de la traducción en español | Resumen |
| ---- | -------------------------- | ---------------------------------- | --- |
| 1955 | Outcast                    | Desterrado                         | Narra la historia de Beric quien de niño consiguió sobrevivir al naufragio de un navío romano junto a la costa de Britania. El protagonista fue adoptado por un britano pero el druida de la aldea opuso que el niño estaba maldito y que traería la desgracia. Cuando cumple 16 años es desterrado y su vida a partir de entonces es una sucesión de desgracias a las que Beric se va sobreponiendo.                                                   |
| 1959 | The Bridge Builders        | (sin edición en español)           | Se trata de una novela corta cuya trama se desarrolla durante la construcción de muro de Adriano en la Britania romana. |
| 1965 | The Mark of the Horse Lord | (sin edición en español)           | Fredo es un gladiador que consigue ganar su libertad con 21 años y espera pasar el resto de su vida con comodidad. Encuentra a un grupo de personajes cuyo jefe, Liadhan, es un príncipe caledonio derrocado por su propia madre y que tiene un extraordinario parecido físico con Fredo. El antiguo gladiador acepta el reto de hacerse pasar por el príncipe y se dirige a Escocia para intentar derrocar la reina.                                   |
| 1968 | A Circlet of Oak Leaves    | (sin edición en español)           | En una taberna britana, un grupo de soldados se burla de Aracos, un auxiliar de caballería. Un hombre trata de calmar la situación y de esa manera va conociendo la historia del auxiliar y su actuación durante una batalla contra los pictos en el norte de Gran Bretaña. |
| 1973 | The Capricorn Bracelet     | (sin edición en español)           | Es una serie de 6 historias cortas que cubren la historia de la Britania romana desde la rebelión de Boudica hasta el abandono de la isla por las legiones. El nexo de unión entre ellas es que están protagonizadas por miembros de diferentes generaciones de una familia britano-romana. Estas generaciones están unidas por un brazalete que primeramente recibe Lucio, un centurión romano y que va transmitiéndose a través de sus descendientes. |
| 1978 | Song for a Dark Queen      | (sin edición en español)           | El protagonista de la obra es Cadwan, un sirviente de Boudica a quién, de niña, regaló una espada de madera y le compuso una canción. Boudica de mayor liderará la mayor rebelión que sufrieron los romanos durante la conquista de la isla. Las cartas de Agrícola, su enemigo romano, complementan el relato de Cadwan sobre estos convulsos años en Britania.                                                                                        |
| 1981 | Eagle's Egg                | (sin edición en español)           | El protagonista es Quinto, el joven portaestandarte de la novena legión asentada en York durante los tiempos de Agrícola. El romano se enamora de una joven britana llamada Cordella pero para poder casarse con ella necesita ser promocionado al puesto de centurión. La ocasión se le presenta a Quinto cuando se inicia una rebelión entre los legionarios.                                                                                         |

##### Periodo anglosajón
Fueron escasas las obras ambientadas en la Alta Edad Media durante el periodo anglosajón. Aparte de sus libros con temática artúrica, Sutcliff escribió otras dos novelas. Únicamente en una de ellas, el protagonista pertenece a los pueblos invasores anglosajones.
| Año  | Título original     | Título de la traducción en español | Resumen |
| ---- | ------------------- | ---------------------------------- | --- |
| 1990 | The Shining Company | (sin edición en español)           | La obra está basada en el Y Gododdin, el poema épico más antiguo conservado del norte de Gran Bretaña. En el año 600 un rey escocés envía un contingente de 300 guerreros desde la actual Edinburgo a luchar contra los asentamientos anglosajones situados al sur de su territorio. Solo unos pocos escoceses consiguen sobrevivir y uno de ellos, un escudero, desgrana sus recuerdos años después desde Constantinopla.                                         |
| 1997 | Sword Song          | (sin edición en español)           | Esta fue la última obra publicada de la autora. Se encontró como boceto entre sus papeles. Narra las peripecias de un adolescente llamado Bjarni Sigurdson quien es desterrado de su comunidad por matar accidentalmente a un sacerdote. Bjarni se convierte en un soldado de fortuna que lucha en el territorio de Dublín y en varias islas del noroeste de Gran Bretaña. Le acompaña siempre un perro fiel y en sus aventuras conoce a varias mujeres poderosas. |

##### Periodo normando
La Edad Media no fue un periodo en el que a Sutcliff le gustase ambientar sus novelas. Solo tres de ellas se desarrollan en la Plena Edad Media durante el periodo de la invasión normanda. En ninguna de ellas, los protagonistas pertenecen a los invasores llegados de Francia sino que son miembros de los pueblos que habitaban la isla.
| Año  | Título original  | Título de la traducción en español | Resumen |
| ---- | ---------------- | ---------------------------------- | --- |
| 1956 | The Shield Ring  | (sin edición en español)           | La acción se desarrolla durante los primeros años de la conquista. En el marco del ataque normando contra un grupo de vikingos en el norte de la isla, la novela narra las aventuras de la joven sajona Frytha quien consigue escapar y conocer a Bjorn, un joven vikingo perteneciente a un clan que resiste en un valle escondido contra los normandos. |
| 1960 | Knight's Fee     | (sin edición en español)           | El protagonista es Randal un joven inglés que se convierte en el escudero de un noble durante su trayectoria en los territorios normandos de Inglaterra y Francia. Finalmente, su señor muere en una batalla entre los sucesores de Guillermo el Conquistador pero premia la dedicación de Randall transmitiéndole su título nobiliario.                  |
| 1970 | The Witch's Brat | (sin edición en español)           | El protagonista de esta historia es Lovel, un joven jorobado que posee facultades curativas y que fue expulsado de su aldea cuando su abuela murió. La trama se desarrolla en el ambiente de los monasterios ingleses del siglo XII. |

##### SigloXVI
En el siglo XVI Rosemary Sutcliff ambientó cuatro de sus novelas, todas ellas escritas durante la década de 1950. Una de las obras sucede durante el reinado de Enrique VIII y tres en el posterior gobierno de su hija Isabel I. De hecho, la segunda novela que la autora consiguió publicar fue The Queen Elizabeth Story en 1950.
| Año  | Título original           | Título de la traducción en español | Resumen |
| ---- | ------------------------- | ---------------------------------- | --- |
| 1951 | The Armourer's House      | (sin edición en español)           | La acción se desarrolla en el Londres del siglo XVI bajo el reinado de Enrique VIII. Narra las peripecias de Tamsyn Caunter, originario de Devon, que llega a la ciudad para vivir con la familia de su tío, un artesano armero. Tras la marcha de su primo para convertirse en marinero, él debe quedarse como aprendiz en el taller.                |
| 1950 | The Queen Elizabeth Story | (sin edición en español)           | La protagonista de esta historia es Perdita, una joven inglesa que vive durante el reinado de Isabel I y cuyo mayor deseo es ver y tocar a la reina. La obra es una descripción de la Inglaterra de esa época a través de las vivencias y aventuras de Perdita y su amigo Adam.                                                                       |
| 1952 | Brother Dustyfeet         | (sin edición en español)           | El protagonista de esta historia ambientada en la Inglaterra de Isabel I es Hugh Copplestone, un niño de Cornualles que es echado de su casa por su tía. Hugh y su perro Argos se unen a un grupo de actores junto a los viajan de ciudad en ciudad hasta que se encuentra con un antiguo conocido de su padre quién le ofrece una nueva oportunidad. |
| 1957 | Lady in Waiting           | (sin edición en español)           | Esta es la primera novela de Sutcliff dirigida a un público adulto. La protagonista es Bess Throckmorton, esposa de Walter Raleigh, un destacado marino y político inglés bajo el reinado de Isabel I y Jacobo I. Bess es la que queda en casa mientras su marido vive un sinfín de peripecias.                                                       |

##### SigloXVII
Durante buena parte del siglo XVII Inglaterra y Escocia se vieron sacudidas por una serie de conflictos internos a causa de la lucha entre la monarquía y el parlamento así como debido a la coexistencia de diferentes confesiones cristianas. La autora ambientó tres de sus libros en esta época. Dos durante las guerras civiles y el tercero sobre un líder escocés durante el convulso reinado de Jacobo I.
| Año  | Título original              | Título de la traducción en español | Resumen |
| ---- | ---------------------------- | ---------------------------------- | --- |
| 1953 | Simon                        | (sin edición en español)           | Simon es el hijo de un granjero puritano. Su amigo Amias es hijo de un doctor seguidor realista. Cuando estalla la guerra Civil Inglesa cada uno de ellos se une a un bando diferente. La obra sigue las vivencias de Simon a través de batallas, heridas y los sentimientos hacia los de su bando. Finalmente ambos se acaban encontrando y ponen a prueba su amistad y capacidad para perdonar. |
| 1959 | The Rider of the White Horse | (sin edición en español)           | Los protagonistas son Thomas Fairfax, un noble inglés general durante la revolución inglesa y su esposa Anne. A través de sus vivencias la autora efectúa un detallado retrato de la guerra civil que enfrentó a realistas y parlamentaristas en la Inglaterra del siglo XVII. |
| 1983 | Bonnie Dundee                | (sin edición en español)           | Bonnie Dundee es John Graham of Claverhouse. La obra describe las peripecias de este noble escocés a través de las vivencias y aventuras de Hugh Herriot. Hugh se convierte en uno de sus más fieles seguidores, tanto en su periodo luchando contra los Covenanters como posteriormente en su faceta de líder de los clanes escoceses favorables a Jacobo II.                                    |

##### Otros periodos
| Año  | Título original        | Título de la traducción en español | Resumen |
| ---- | ---------------------- | ---------------------------------- | --- |
| 1975 | We Lived in Drumfyvie  | (sin edición en español)           | Historias que ocurren en un pueblo escocés a lo largo de 700 años. Historias sobre su castillo; su taberna; batallas sucedidas en sus alrededores; ricos comerciantes de cera; cazas de brujas y devastaciones por plagas. |
| 1986 | Flame-Coloured Taffeta | (sin edición en español)           | La historia se sitúa en el siglo XIX y discurre en una pequeña comunidad de la costa de Sussex donde el contrabando forma parte de la vida normal. Los jóvenes Damaris y Peter se ven envueltos en varias aventuras en la que tiene un gran protagonismo Tom Wildgoose, un misterioso personaje que un día encuentran herido y al que ayudan a curarse. |

#### Ambientadas en otros escenarios
Rosemary Sutcliff escribió muy pocas obras ambientadas fuera de las islas británicas. Solo cuatro de sus novelas históricas tienen escenarios diferentes. Tres de ellas están ambientadas en Grecia durante diferentes periodos y la cuarta en el imperio turco; esta última, con todo, está basada en las aventuras de un soldado escocés.
| Año  | Título original                                                             | Título de la traducción en español | Resumen |
| ---- | --------------------------------------------------------------------------- | ---------------------------------- | --- |
| 1965 | The Flowers of Adonis                                                       | (sin edición en español)           | Ambientada en la guerra del Peloponeso durante el siglo V a. C., La trama de esta obra es la carrera del ateniense Alcibíades que es descrita principalmente a través de las vivencias de una serie de personajes menores tales como un marinero, un soldado, una reina de Esparta o una joven esclava de quién el héroe se enamora.                                                                                            |
| 1971 | The Truce of Games (también editado con el título:) The Crown of Wild Olive | (sin edición en español)           | Los sucesos de esta novela ocurren durante el periodo denominado clásico de la historia de Grecia. Durante unos juegos olímpicos, un joven atleta ateniense entabla amistad con otro atleta espartano. Atenas y Esparta están en guerra, aunque en esos momentos se encuentra interrumpida por una tregua que acabará cuando finalice la olimpiada.                                                                             |
| 1976 | Blood Feud                                                                  | (sin edición en español)           | La trama se desarrolla en el Imperio bizantino durante el siglo X. La historia se enmarca en la época de los viajes vikingos de ese periodo y el Imperio bizantino. El protagonista es Justyn, un huérfano inglés quien sigue a su maestro Thormond en un viaje a través del Báltico y ríos europeos hasta Constantinopla con el fin de perseguir a los autores de la muerte de su padre.                                       |
| 1987 | Blood and Sand                                                              | (sin edición en español)           | La acción se desarrolla dentro del Imperio turco durante el siglo XIX. Narra la historia basada en hechos reales de Thomas Keith, un soldado escocés que fue hecho prisionero por los turcos en 1807. La trama desarrolla las vivencias de Thomas, su estudio del árabe y del Corán, su conversión al islam, su posterior carrera como miembro del Ejército turco así como nombramiento como emir de la ciudad santa de Medina. |

### Cuentos ilustrados
Además de magnífica escritora, Sutcliff también tenía una notable habilidad como dibujante. La autora combinó ambas facetas en varios cuentos ilustrados de temática infantil pero con un gran contenido simbólico.
| Año  | Título original                 | Título de la traducción en español | Resumen |
| ---- | ------------------------------- | ---------------------------------- | --- |
| 1986 | The Roundabout Horse            | (sin edición en español)           | Cuento sobre un caballo de tiovivo muy especial y las aventuras que una niña llamada Jenny experimenta cuando monta en él. |
| 1987 | A Little Dog Like You           | (sin edición en español)           | El trasfondo del libro es la diferencia entre los años de vida de un perro y de una persona. Sutcliff resuelve esta problema mediante la reencarnación del perro en un peluche. |
| 1989 | Little Hound Found              | (sin edición en español)           | Un perro abandonado es recogido por una familia que lo lleva a su casa. En ella ya viven otros dos perros desde hace tiempo por lo que el recién llegado deberá hacerse un hueco en su nuevo hogar. |
| 1993 | The Minstrel and the Dragon Pup | (sin edición en español)           | Un trovador medieval encuentra un huevo de dragón varado en la playa. Tras nacer, el trovador lo cuida y educa consiguiendo hacer de él un dragón con un buen corazón. El animal es secuestrado y acaba enjaulado para diversión del rey. Entonces, el trovador intenta conseguir el favor del monarca para liberarlo. |
| 1993 | Chess-dream in the Garden       | (sin edición en español)           | Fábula con reminiscencias artúricas. La historia se desarrolla en un jardín donde viven unas figuras de ajedrez que mientras tienen un animal de compañía, sueñan con otro bien distinto. De pronto, el jardín se ve invadido por una extraña horda de invasores.                                                      |

### Ensayos
Aparte sus obras de ficción, Sutcliff también escribió algunos ensayos que representan una pequeña parte de su producción literaria. El más conocido de ellos fue su autobiografía titulada Blue Remembered Hills.
| Año  | Título original       | Título de la traducción en español | Resumen |
| ---- | --------------------- | ---------------------------------- | --- |
| 1960 | Rudyard Kipling       | (sin edición en español)           | En esta obra, Rosemary Sutcliff realiza un ensayo sobre la vida y obra de este escritor británico que resultó ser una de sus más notables influencias. |
| 1963 | Blue Remembered Hills | (sin edición en español)           | La obra es una autobiografía que abarca los primeros 25 años de su vida. Narra en ella los cambios de residencia durante su infancia, la relación con sus padres, la soledad del aislamiento en su casa, su educación y primer trabajo de dibujante, su conversión como escritora así como la extraña relación amorosa que tuvo con un exmilitar.                                                                                        |
| 1965 | Heroes and History    | (sin edición en español)           | En este libro, Sutcliff detalla la historia de diez héroes de Gran Bretaña basándose en los hechos contrastados y «limpiando» sus historias de los hechos legendarios. Igualmente, hace un análisis de las diversas fuentes que proporcionan la información acerca de los mismos. Los personajes tratados en la obra son: Arturo, Robin Hood, Robert the Bruce, Carataco, Hereward, Llewelin, William Wallace, Owain Glyndŵr y Montrose. |
| 1965 | A Saxon Settler       | (sin edición en español)           | En este ensayo la autora describe como pudo ser uno de los primeros establecimientos en Inglaterra por parte de alguna tribu sajona. |
| 1978 | Is Anyone There?      | (sin edición en español)           | Colaboración junto a otros autores en un libro con artículos sobre los problemas emocionales y las causas de suicidio entre los jóvenes. |